# 食人魔达莫
《食人魔达莫》（英語：Dahmer – Monster: The Jeffrey Dahmer Story）是2022年Netflix原創美国真实犯罪剧情限定劇集，剧情主要讲述了史上最恶名昭彰的连环杀人犯杰佛瑞·丹墨利用美国多重制度崩坏，于1978年至1991年期间，在密尔沃基、威斯康星州和俄亥俄州等地滥杀无辜的行为。

## 演員及角色
- 伊万·彼得斯飾傑佛瑞·丹墨。
- 奈西·納許-貝茲（英语：Niecy Nash）飾葛蘭妲·克里夫蘭。
- 尚恩·布朗（英语：Shaun Brown (actor)）飾崔西·愛德華。
- 基蘭·塔蒙東（英语：Kieran Tamondong）飾科內拉克·辛塔蘇姆豐。

## 原声带
剧集的配乐由尼克·凯夫和沃伦·埃利斯进行。配乐专辑与剧集于同一天发行。

## 未来
Netflix最初在2020年将《食人魔达莫》定为限定剧集。2022年11月7日，Netflix宣布已将剧集更新为故事選連續劇，另外两个版本将基于“其他怪物人物”的真实生活进行改编。